# Timor (Segarra)
|  | Per a altres significats, vegeu «Castell de Timor». |

Timor fou un antic poble de Sant Antolí i Vilanova, actualment al municipi de Ribera d'Ondara a la comarca de la Segarra, dins l'antic terme de Sant Pere dels Arquells. El poble estigué centrat en el castell de Timor (actual masia dita la Torre de Timor) i en l'antiga església parroquial de Sant Jaume, a la dreta del riu d'Ondara.